# Descanso na fuga para o Egito com São Francisco (Correggio)
O Descanso na Fuga para o Egito com São Francisco é uma pintura do mestre renascentista italiano Correggio, datada de c. 1520 e agora na Galeria Uffizi de Florença.

## Temática
Fuga para o Egito retrata a viagem bíblica do recém-nascido Jesus Cristo, juntamente com a Virgem Maria, sua mãe, e São José, conforme descrito no Evangelho de Mateus (Mateus 2:13–23). O Evangelho descreve a fuga da Sagrada Família como resultado de uma visão de um anjo, que disse a José para trazê-los para o Egito, já que o Rei Herodes, o Grande viria para matar o menino Jesus (Mateus 2:13}). Segundo os relatos bíblicos, o Rei Herodes mandou matar as crianças que teriam aproximadamente a idade do Menino Jesus em um episódio conhecido como Massacre dos Inocentes. O  evangelista Mateus afirma que a Sagrada Família permaneceu no Egito até a morte do Rei Herodes quando então voltaram para a Galileia e se estabeleceram em Nazaré.

## História
A pintura, uma vez atribuída a Federico Barocci, é agora unanimemente atribuída a Correggio. Foi ligado ao testamento do jurista Francesco Munari que, em 1520, deixou dinheiro para a igreja de San Francesco, na cidade de Correggio, para a decoração da Capela da Imaculada Conceição, onde queria ser enterrado.
A obra permaneceu na igreja até 1638, quando o duque Francisco I d'Este transferiu suas coleções para Módena e a substituiu por uma cópia de Jean Boulanger. Em 1649 foi adquirida por Fernando II de Médici, em troca do Sacrifício de Isaac por Andrea del Sarto, e foi então localizada nos Uffizi.